# Norbert Gau
Norbert Gau (* 26. Juli 1962 in Essen) ist ein deutscher Behindertensportler und Sportschütze.

## Werdegang
Norbert Gau wurde am 26. Juli 1962 in Essen geboren. Er ist seit einem Bergunfall im Jahr 1981 querschnittgelähmt. Da er sich trotz seiner schweren Behinderung sportlich betätigen wollte, wählte er Sportschießen zur sportlichen Disziplin und das Luftgewehr als Sportwaffe. Er ist Mitglied der Feuerschützengesellschaft "Der Bund" München.
Wegen seiner guten Leistungen im 10-m-Luftgewehrschießen wurde er schon bald in internationalen Wettkämpfen eingesetzt. So nahm er fünf Mal an Europameisterschaften teil: Darunter 2001, bei der er Europameister wurde, 2003 und 2005, bei denen er jeweils den 3. Platz erreichte und 2013, bei der er erneut Erster wurde. Zu diesen Erfolgen kamen weitere bei Weltmeisterschaften, an denen er vier Mal teilnahm, und 2002 den 3. Platz errang.
Höhepunkt seiner sportlichen Karriere war seine Berufung in die deutsche Paralympics-Mannschaft für die Paralympischen Sommerspiele 2004, 2008, 2012 und 2016. Bei diesen Spielen gewann er 2008 eine Silbermedaille mit 693,7 Ringen, knapp vor dem Slowenen Franc Pinter, der 693,3 Ringe erreichte.
Für den Gewinn der Silbermedaille erhielt er das Silberne Lorbeerblatt.